# Culinária do Afeganistão
A Culinária do Afeganistão é o resultado da fusão de diferentes culturas, principalmente da Ásia Central, Irão e Índia. O arroz é servido em muitas refeições, em preparações muito especiais, e também é a base de algumas sobremesas; o "qabili palau", um tipo de pilaf, é considerado o "prato nacional" do Afeganistão. No entanto, o trigo, a carne, principalmente de borrego, e os vegetais, incluindo muitas frutas e especiarias, estão também na base da alimentação afegã. 
O pão é normalmente feito com massa de trigo não levedada e é preparado em três formas principais: "naan", fino e oval, "obi naan", mais semelhante ao pão do norte da Índia e Paquistão, e lavash, um crepe fino típico de muitos países da região.
A carne é grelhada como "kabab" (espetadas) ou "kofta" (almôndegas) e servida com pão, ou então cozinhada na forma de "qorma", um guisado que acompanha, ou serve de base a vários pratos de arroz. No entanto, os "qorma" podem ser vegetarianos ou doces.
As "shorma" são sopas muito populares no Afeganistão, normalmente preparadas cozendo vários tipos de vegetais e carnes. Os "khameerbob" são o equivalente às massas alimentícias no Afeganistão; uma das formas é o "mantu", uma espécie de pelmeni, outra é o "ashak", um prato típico de Kabul.
As frutas e nozes do Afeganistão são famosas, produzindo uvas, damascos, romãs, melões, ameixas e outras. Os melões de Mazar-e-Sharif, as laranjas de Jalalabad e as uvas e romãs de Candaar são especialmente conhecidas. As nozes, amêndoas, pistácios e pinhões são também muito populares.
A bebida principal do Afeganistão é o chá, embora também se produzam e sejam populares várias bebidas derivadas do leite, além dos refrigerantes.

## O arroz na culinária afegã
O arroz é tipicamente cozido no forno, ao contrário do que acontece na China, ou na maioria dos países da região, onde o arroz é também considerado a base da alimentação.
Há duas formas principais de servir o arroz: o arroz branco ou "chalau", em que o arroz, preferencialmente do tipo "basmati", é primeiro demolhado, depois fervido durante algum tempo e, finalmente colocado no forno, geralmente com óleo ou manteiga e sal, para acabar de cozer. Este arroz é servido com "qormas" ou guisados. A outra forma de cozinhar o arroz é chamada "palau", uma preparação próxima do pilaf doutros países, em que o arroz é adicionado ao qorma e só então colocado no forno.
A variedade de palaus do Afeganistão pode ser avaliada pela lista abaixo. 
- Qabili palau (ou “kabuli palau”)  - é considerado o "prato nacional" do Afeganistão e prepara-se cozendo arroz num caldo feito com carne de borrego, galinha ou vaca; o arroz é cozido no forno e servido com rodelas de cenoura fritas, passas de uva e nozes partidas;
- Yakhni palau - preparado com um molho que torna o arroz castanho;
- Zamarod palau - misturado com um "qorma" de espinafre ("zamarod" significa "esmeralda", referindo-se à cor do espinafre;
- Qorma palau - preparado com Qorm'eh Albokhara wa Dalnakhod (caril de borrego com lentilhas e ameixas ácidas de Bokhara);
- Bore palau - arroz amarelo, criado pela mistura com Qorm'eh Lawand (caril de galinha marinada com nozes ou caju e gengibre, cozinhada com açafrão, outros temperos e iogurte);
- Bonjan-e-Roomi palau - arroz avermelhado, resultante do Qorm'eh Bonjan-e-Roomi, preparado com tomate;
- Serkah palau - similar ao yakhni palao, mas com vinagre e outros condimentos;
- Shebet palau - com folhas de funcho e passas de uva;
- Narenj palau - preparado com um molho feito à base de galinha, com açafrão indiano, casca de laranja, pistácios e amêndoas;
- Maash palau - um arroz vegetariano, cozinhado com feijão-mungo (pequenos feijões redondos e verdes), damascos e trigo-mourisco;
- Alou Balou palau - preparado com galinha e cerejas.

## Hábitos sociais no Afeganistão
A cada visita, por mais breve, é obrigatório sorver o chá preto com leite ou a infusão de erva doce importados do Sri Lanka. Se for hora da refeição, é imperdoável ofensa não se juntar aos moradores sentados num tapete ou esteira, ao redor de uma toalha sobre a qual se colocam as tigelas. Come-se com a mão e com a ajuda de pedaços de um pão(nan) no formato do sírio (porém maior e assado à lenha); a bebida é o shumlê, um leite ralo e azedo, muitas vezes servido numa única caneca grande, que passa de mão em mão.

## Alguns pratos típicos
- Bolaanee,
- Buraani Bonjon
- Cilantro chutney
- Dogh (bebida a base de Iogurte)
- Firnee
- Khoujoor

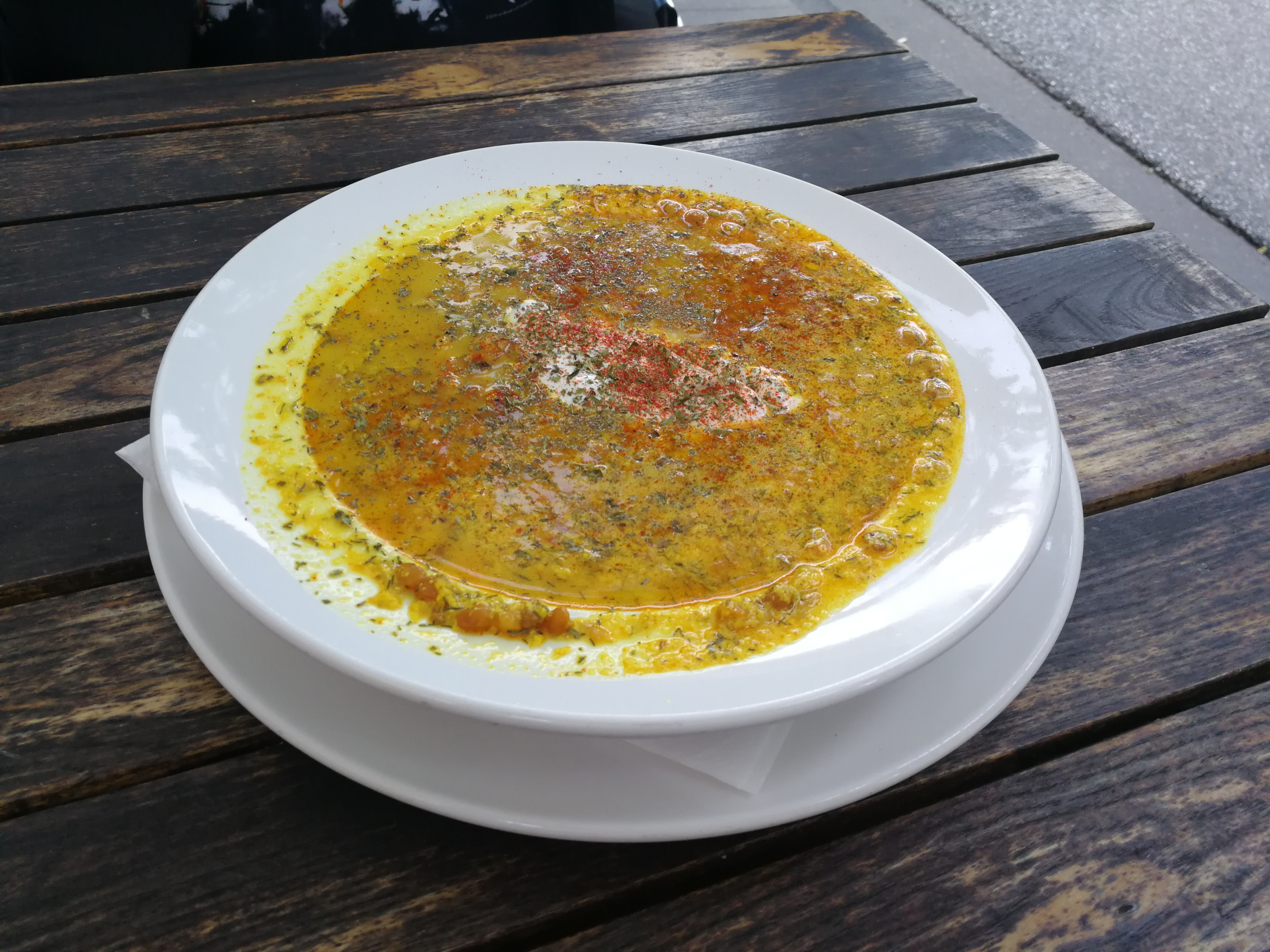
Mushawa

- Kishmish Panir (queijo com passas)
- Kofta Challow
- Mushawa (uma sopa de feijão com endro)
- Rote (pão doce afegão)
- Sabzi  (Espinafre)
- Salaata  (afegão salada)
- Sheer yakh (sorvete afegão)